# Eurabus
Eurabus ist ein deutscher Batteriebushersteller. Charakteristisch für Eurabus sind eine konsequente Leichtbaukonstruktion, eine hohe Batteriekapazität und vergleichsweise große Reichweiten.

## Hintergrund

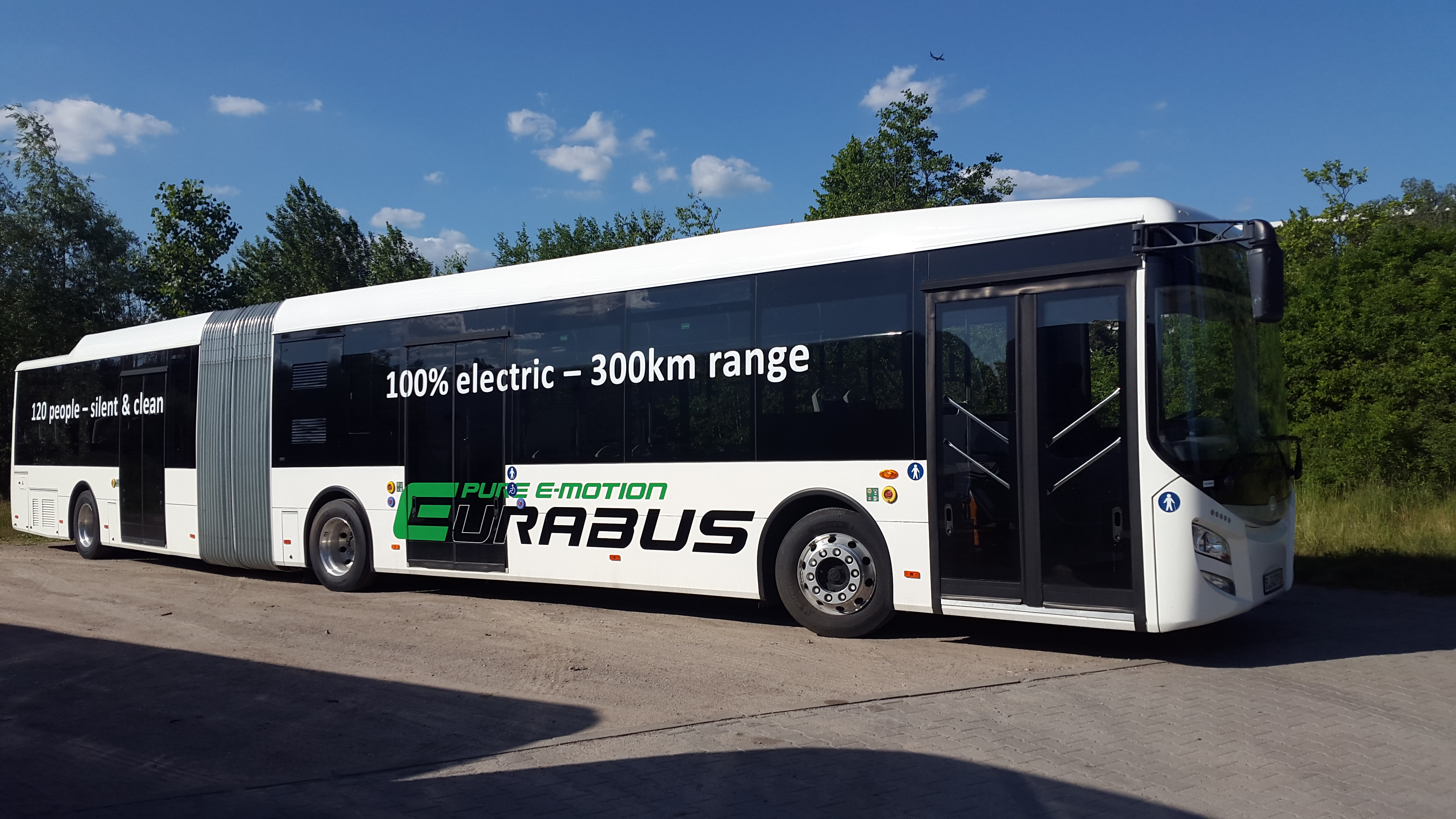
Eurabus 2.0 - 18-Meter Gelenkbus

Die Eurabus GmbH wurde 2015 als Tochtergesellschaft der Euracom Group GmbH gegründet. Das Elektrobusprojekt wurde jedoch schon ab 2009 eigenständig in der Muttergesellschaft geführt. Im Jahr 2012 wurde der Eurabus 1.0 gefertigt und an die Kreisverkehrsgesellschaft in Pinneberg ausgeliefert. Damit war der Eurabus 1.0 der erste moderne, vollelektrische Batteriebus, der von einem Verkehrsunternehmen in Deutschland im täglichen Linienbetrieb eingesetzt wurde.
Auf Basis der Erfahrungen aus dem Praxistest bei der Kvip GmbH erfolgte 2014 der Einsatz des Eurabus 2.0. Der aktuelle Nachfolgebus (Eurabus 3.0) erreicht eine Reichweite von bis zu 650 Kilometern (18-Meter-Gelenkbus).
Im Juli 2017 hatte Eurabus weltweit bereits mehr als 1000 vollelektrische Batteriebusse verkauft unter anderem in Deutschland und der Schweiz.
Lieferschwerpunkte sind Mittelasien (Kasachstan, Aserbaidschan), Skandinavien (Schweden, Norwegen) und Lateinamerika. In Almaty (Kasachstan) besteht ein regionales Montagewerk von Eurabus mit einer Kapazität von 500 Bussen pro Jahr.

## Modelle
- Eurabus 1.0 (seit 2012): zweiachsiger Batteriebus, Länge 11.480 mm, 242 kWh, Lithium-Eisenphosphat-Batterie
- Eurabus 2.0 (seit 2013): Batteriebus, Länge 11.980 mm (Solobus) oder 17.990 mm (Gelenkbus), 512 kWh, Lithium-Eisenphosphat-Batterie
- Eurabus 3.0 (seit 2018): Länge 12 m Solobus (bis zu 550 kWh) oder 18 m Gelenkbus (bis zu 788 kWh)

Der Antrieb der E-Busse erfolgt über Zentralmotor oder über einen in der Achse integrierten Elektroantrieb.
Eurabus praktiziert ein Leichtbaukonzept, welches trotz großer Batterie die Nutzlast eines vergleichbaren Dieselbusses ermöglicht.

## Weiterführende Informationen
- Batteriebus
- Liste von Elektro-Nutzfahrzeugen und Elektro-Nutzfahrzeug-Prototypen